# Шестак Юрій Сергійович
Шестак Юрій Сергійович (нар. 26 квітня 1993) — український боксер-аматор, триразовий чемпіон України, чемпіон Європи.

## Аматорська кар'єра

### Чемпіонат Європи 2017
- 1/8 фіналу. Переміг Стіпана Пртенжака (Хорватія) — 5-0
- 1/4 фіналу. Переміг Соф'яна Уміа (Франція) — 3-2
- Півфінал. Переміг Калума Френча (Англія) — 3-2
- Фінал. Переміг Габіла Мамедова (Росія) — 4-1

### Чемпіонат світу 2017
- 1/8 фіналу. Переміг Калума Френча (Англія) — 4-1
- 1/4 фіналу. Програв Соф'яну Уміа (Франція) — 0-5

### Європейські ігри 2019
- 1/8 фіналу. Переміг Васіле Суціу (Румунія) — 5-0
- 1/4 фіналу. Програв Дмитру Асанову (Білорусь) — 1-4

### Чемпіонат Європи 2022
- 1/8 фіналу. Переміг Ярослава Іванова (Польща)
- 1/4 фіналу. Переміг Віліама Танко (Словаччина)
- Півфінал. Програв Хосе Кілесу (Іспанія)

## Досягнення
- Чемпіон України (3): 2013, 2016, 2018
- Срібний призер чемпіонату України (1): 2019
- Бронзовий призер чемпіонату України (3): 2012, 2015, 2021

## Державні нагороди
- Орден «За заслуги» III ст. (24 серпня 2017) —За значний особистий внесок у державне будівництво, соціально-економічний, науково-технічний, культурно-освітній розвиток України, вагомі трудові здобутки та високий професіоналізм[1]